# ヤマハ・モルフォ

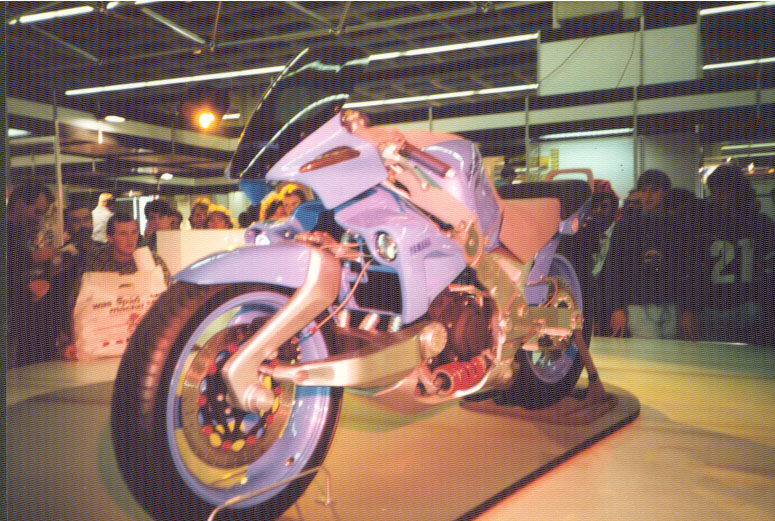
ヤマハ・モルフォ

モルフォ（MORPHO）は、ヤマハ発動機が1989年の展示会に出品したコンセプト車である。翌1990年にはモルフォIIも出品している。
「モルフォ」はギリシャ語で「形態」・「美しい」を意味する。

## 概要
パーソナライゼーションに基づいてライダーの体格や使用状況、好みによるライディングポジションに可変できるようになっている。シートもななめ上下方向にスライドし、ステップも二次曲線を描くようにスライドしている。ハンドルは高低の位置調整により絞り幅と連動することでグリップの上下角度の調整が可能である。
リアサスペンションは通常のモノショックスイングアームであるが、フロントはリーディングアームによる片持ちのハブセンター・ステアリングである。
モルフォIIは、パーソナライゼーションシステムもモルフォと同様に採用しているが、カードキーを差し込むことで、マシンがライダーにあったライディングポジションをセッティングや始動時のセルフチェックを行う。